# ميناء أملج
ميناء أملج هو ميناء تجاري قديم يقع في محافظة أملج في منطقة تبوك على الشمالي الغربي من ساحل البحر الأحمر، منه تُبحر السفن الشراعية (القطاير) التي كان يصدر عليها من أملج الصدف والفحم النباتي إلى السويس بمصر والسودان، يتسع مرفأ أملج لعدد 240 قارب صيد مخصص للصيادين السعوديين وكبار السن، إضافة إلى مرفأ الحرة تحت الإنشاء بعدد 1400 قارب صيد، يستفيد منه أكثر من 1200 صياد سعودي و1900 عامل صيد سعودي وأجنبي، ويصل إجمالي عدد قوارب الصيد بمحافظة أملج إلى 2500 قارب صيد إضافة إلى القوارب التي تستخدم في التنزه.

## نشأته
يعود تاريخ إنشاء ميناء أملج إلى أكثر من 150 عام، وكان يعتمد على السفن الشراعية في تسويق البضائع وتصديرها إلى الدول المجاورة، حتى بدأت هذه السفن بالاندثار وحلت محلها السفن الحديثة والنقل البري، وهي تعتبر اليوم تراث أملج.
كانت هذه السفن الشراعية تبحر من ميناء أملج إلى الموانئ المجاورة مثل السويس وبو رسودان ومصوع وعدن والموانئ المحلية مثل جازان وجدة وينبع والوجه وضباء لتصدير الفحم والصدف، حيث كانت التجارة تعتمد بصفة رئيسية على الموانئ في ساحل البحر الأحمر، في الفترة التي نشطت فيها تجارة صيد الأسماك وتصديرها إلى بقية مدن المملكة.

## مشروع ميناء أملج
هو مشروع لتطوير ميناء أملج تصل تكلفته الإجمالية إلى 125 مليون ريال، يتضمن إنشاء مرفأ جديد لقوارب الصيادين بالمحافظة، وتبلغ مساحته البرية 67 ألف متر مربع و70 ألف متر مربع مساحة بحرية، إضافة إلى إنشاء أرصفة لرسو عدد لا يقل عن 1000 قارب صيد صغير و 15 سفينة صيد صناعي، وزيادة عمق المياه أمام أرصفة قوارب الصيد الصغيرة إلى 1.5 متر مقاسًا من أدنى جذر، وزيادة عمق المياه أمام أرصفة سفن الصيد الصناعي إلى ثلاثة أمتار مقاسًا من أدنى جذر وزيادة عمق المياه بالممر الملاحي للمرفأ إلى أربعة أمتار مقاسًا من أدنى جذر، وإنشاء رصيف مناسب لحرس الحدود وزيادة عمق المياه أمامه إلى 3 أمتار مقاسًا من أدنى جذر، وإنشاء حواجز الأمواج اللازمة لحماية المرفأ ومرسى لرسو قوارب النزهة، ورصيف للتزود بالمحروقات.

### محتويات الميناء
- سوق السمك المركزي.
- مصانع الثلج.
- محطات البنزين.
- ورش إصلاح المواتير البحرية وصيانة القوارب.